# Леон Бенко
Леон Бенко (хорв. Leon Benko; нар. 11 листопада 1983, Вараждин, СФР Югославія) — хорватський футболіст, нападник «Вартекса».
Вихованець академії «Вартекса», виступав за кордоном за клуби німецької Бундесліги «Нюрнберг», а також бельгійські «Стандард» (Льєж) та «Кортрейк». Найкращий бомбардир Першої ліги Хорватії 2012/13.

## Клубна кар'єра

### «Вартекс»
У липні 2003 року підписав перший професійний контракт з «Вартексом», вихованцем якого гравець і є. Виступав у клубі протягом трьох сезонів під керівництвом Мирослава Блажевича (2003–2005) та Златко Далича (2005—2006). Спочатку грав на правому фланзі півзахисту, але згодом Златко Далич перевів його на позицію нападника. У своєму другому сезоні у «Вартексі» став одним з ключових гравців команди, провів 26 матчів у Першій лізі Хорватії.
Влітку 2005 року добре виступив за «Вартекс» у Кубку Інтертото, відзначився 4-ма голами в переможному (4:1) поєдинку проти «Динамо» (Тирана), а також дублем у переможному (4:3) поєдинку проти «Інтера» (Турку). Сезон 2005/06 років завершив як найкращий бомбардир клубу, відзначився 14-ма голами у 27 матчах у чемпіонаті, і зіграв важливу роль у Кубку Хорватії 2005/06, у якому клуб дійшов до фіналу, де програв Рієці за правилом виїзного голу. Вдалі виступи у «Вартексі» принесли йому нагороду «Надія року» 2005 року як найкращого молодого гравця Хорватії.

### «Нюрнберг»
23 травня 2006 року стало відомо, що Леон перейшов до представника німецької Бундесліги «Нюрнберг», з яким підписав 3-річний контракт з можливістю продовження ще на один рік. Сума трансферу склала 500 тисяч євро. Під час літніх зборів забив 10 м'ячів, але після цього отримав травму, яка позбавила його місця в команді. У Бундеслізі дебютував 12 серпня 2006 року, вийшов на заміну на останні п'ять хвилин переможного (3:0) виїзного матчу першого туру сезону 2006/07 проти «Штутгарта». В атаці нюрнберзької команди була велика конкуренція, і Бенко довелося боротися за місце в команді з такими гравцями, як Роберт Віттек, Маркус Шрот і Геральд Сібон. Свій перший сезон у Бундеслізі завершив з 7-ма зіграними матчами, оскільки пропустив всю другу частину сезону через травми.
Першим голом за «Нюрнберг» відзначився 29 листопада 2007 року в нічийному (2:2) виїзному поєдинку групового етапу Кубку УЄФА проти майбутнього переможця турніру, «Зеніту» (Санкт-Петербург). Загалом провів чотири матчі за «Нюрнберг» у Кубку УЄФА 2007/08.

### «Стандард» (Льєж)
Після розірвання контракту повернувся до Хорватії, відправився в оренду до «Хайдука». Хоча він показав під час перегляду, що є результативним нападником, тренер Горан Вучевич не побачив у ньому швидкого нападника, який йому потрібен. Хоча згодом йому запропонували контракт, домовленості досягти не вдалося, тож Бенко залишив Спліт. 4 серпня 2008 року за нерозголошену суму перейшов у бельгійський «Стандард» (Льєж), з яким підписав 1-річний контракт із можливістю продовження. Дебютував за клуб 16 серпня 2008 року у переможному (3:1) виїзному матчі 1-го туру Ліги Жупіле 2008/09 проти «Дендера», в якому вийшовши на заміну. Через травми своєму єдиному сезоні за клуб провів лише 14 матчів у чемпіонаті. Разом зі «Стандардом» став переможцем Ліги Жупіле.

### «Кортрейк»
30 червня 2009 року «Кортрейк» підписав контракт з хорватським нападником, розрахований до червня 2010 року. За клуб з Західної Фландрії провів один сезон.

### «Славен Белупо»
29 січня 2011 року підписав 1,5-річний контракт зі «Славен Белупо». У своїй першій грі за «Славен» відзначився голом у програному (1:2) поєдинку проти «Спліта». До завершення сезону провів ще десять матчів за клуб і відзначився 8-ма голами. Він відкрив новий сезон, відзначився голом у липні 2011 року в 1-му турі у ворота «Загреба». Відзначився 7-ма голами у першій лізі Хорватії та 3-ма результативними передачами до кінця сезону, після чого перейшов до клубу саудівської Професійної ліги «Аль-Файсалі».

### «Рієка»
У червні 2012 року стало відомо, що Леон Бенко приєднається до «Рієки», де отримав футболку з 19-м ігровим номером.
Дебютував за новий клуб наприкінці липня у матчі проти «Задара» та забив свій перший гол у 4-му турі проти «Локомотиви» (Загреб). У своєму першому сезоні в новій команді виправдав очікування офіційних осіб клубу та вболівальників, оскільки став найкращим бомбардиром Першої ліги 2012/13, відзначився 18-ма голами у 30-ти матчах. Наприкінці сезону нагороджений Жовтою футболкою SN як найкращий футболіст Першої ліги 2012/13 на основі післяматчевих рейтингів спортивних журналістів. Клуб посів третє місце в турнірній таблиці Першої ліги 2012/13 і забезпечив собі місце в кваліфікації Ліги Європи.
Успішно розпочав новий сезон 2013/14 років, відзначився 11-ма голами у перших 11 матчах. Забив п'ять м'яч у кваліфікації Ліги Європи УЄФА 2013/14, у тому числі два м'ячі у ворота «Штутгарта» в раунді плей-оф Ліги Європи. Його голи допомогли «Рієці» вийти вперше у своїй історії до групового етапу Ліги Європи, де вони потрапили в групу I разом з «Ліоном», «Реал Бетісом» і «Віторією». 28 вересня відзначився ефектним ударом з льоту проти найпринцишого суперника «Рієки», сплітського Хайдуку, в адріатичному дербі. Місяць по тому, у 2-му турі Ліги Європи 2013/14, Бенко відзначився ще одним голом з льоту, проти «Реал Бетіс», вивів свою команду вперед (1:0) на стадіоні «Кантріда». Проте в підсумку матч завершився з рахунком 1:1.

### «Далянь Аербін»
24 лютого 2014 року підписав контракт з командою китайської Суперліги «Далянь Аербін» за нерозголошену суму.
28 квітня 2015 року подав позов до Високого суду Гонконгу проти холдингової компанії «Далянь Аербін» щодо невиплати зарплати та прав на зображення. Бенко стверджував, що його контракт з Далянем коштує 1,02 мільйона євро. Однак за чотири місяці контракту йому заплатили лише 36 000 євро. Відтоді вирішив розірвати контракт із «Далянь».

### «Сараєво»
12 вересня 2014 року вільним агентом підписав контракт з клубом боснійської Прем'єр-ліги «Сараєво».
У першій половині Прем'єр-ліги 2014/15 років відзначився 9-ма голами у 14 матчах. У наступному сезоні «Сараєво» посіло 4-те місце в лізі, а Леон Бенко став найкращим бомбардиром ліги з 18-ма голами. На початку сезону 2016/17 років дискваліфікований за вживання алкоголю перед матчем проти клубу-суперника «Зрінськи».

### «Олімпія» (Любляна)
Після конфлікту з «Сараєво» через його дискваліфікацію, 30 серпня 2016 року вільним агентом підписав 2-річний контракт із клубом Першої ліги Словенії «Олімпія» (Любляна).
Під час середини сезону, 15 грудня 2016 року, клуб оголосив, що Леон покине клуб через погану гру. Зрештою, залишився в клубі, відзначився 14-ма голами у 34 матчах за клуб у всіх турнірах. Також зіграв у фіналі Кубку Словенії 2017 року, де «Олімпія» програла «Домжале» з рахунком 0:1.

### «Вараждин»
20 серпня 2018 року підписав контракт з клубом другого хорватського дивізіону «Вараждин». 18 травня 2019 року відзначився 2-ма голами у переможному (3:1) домашньому матчі проти «Шибеника», який забезпечив його команді вийти до Першої ліги Хорватії.

### «Вартекс»
У серпні 2021 року вільним агентом перейшов до клубу четвертого дивізіону «Вартекс».

## Кар'єра в збірній
Виступав за молодіжну збірну Хорватії, а згодом дебютував у національній збірній, з’явився в обох матчах Кубку Карлсберга 2006 року в Гонконгу.
10 вересня 2013 року знову потрапив до списку гравців збірної Хорватії на товариський матч проти Південної Кореї. Виконав вирішальний асист на Домагоя Віду, який відзначився першим голом на 65-й хвилині матчу. Хорватія виграла цей поєдинок, це був її другий матч і друга перемога проти південнокорейської команди в 2013 році. Бомбардирська форма в клубі принесла Леону ще один виклик, цього разу 15 листопада 2013 року на вирішальний матч плей-оф чемпіонату світу 2014 Хорватії проти Ісландії.

## Статистика виступів

### Клубна
Станом на 10 липня 2020 року
| Клубні виступи       | Клубні виступи       | Клубні виступи                    | Ліга  | Ліга | Кубок | Кубок | Континентал. кубок | Континентал. кубок | Загалом | Загалом |
| Сезон                | Клуб                 | Ліга                              | Матчі | Голи | Матчі | Голи  | Матчі              | Голи               | Матчі   | Голи    |
| Хорватія             | Хорватія             | Хорватія                          | Ліга  | Ліга | Кубок | Кубок | Європа             | Європа             | Загалом | Загалом |
| -------------------- | -------------------- | --------------------------------- | ----- | ---- | ----- | ----- | ------------------ | ------------------ | ------- | ------- |
| 2003–04              | «Вартекс»            | Перша ліга Хорватії               | 15    | 3    | 6     | 2     | —                  | —                  | 21      | 5       |
| 2004–05              | «Вартекс»            | Перша ліга Хорватії               | 26    | 1    | 6     | 2     | —                  | —                  | 32      | 3       |
| 2005–06              | «Вартекс»            | Перша ліга Хорватії               | 27    | 14   | 8     | 9     | 5                  | 6                  | 40      | 29      |
| Німеччина            | Німеччина            | Німеччина                         | Ліга  | Ліга | Кубок | Кубок | Європа             | Європа             | Загалом | Загалом |
| 2006–07              | «Нюрнберг»           | Бундесліга                        | 7     | 0    | 2     | 0     | —                  | —                  | 9       | 0       |
| 2007–08              | «Нюрнберг»           | Бундесліга                        | 3     | 0    | —     | —     | 4                  | 1                  | 7       | 1       |
| Бельгія              | Бельгія              | Бельгія                           | Ліга  | Ліга | Кубок | Кубок | Європа             | Європа             | Загалом | Загалом |
| 2008–09              | «Стандард» (Льєж)    | Ліга Жупіле                       | 14    | 1    | 1     | 0     | 1                  | 0                  | 16      | 1       |
| 2009–10              | «Кортрейк»           | Ліга Жупіле                       | 26    | 5    | 1     | 0     | —                  | —                  | 27      | 5       |
| 2010–11              | «Кортрейк»           | Ліга Жупіле                       | 6     | 0    | —     | —     | —                  | —                  | 6       | 0       |
| Хорватія             | Хорватія             | Хорватія                          | Ліга  | Ліга | Кубок | Кубок | Європа             | Європа             | Загалом | Загалом |
| 2010–11              | «Славен Белупо»      | Перша ліга Хорватії               | 11    | 8    | 2     | 1     | —                  | —                  | 13      | 9       |
| 2011–12              | «Славен Белупо»      | Перша ліга Хорватії               | 16    | 7    | 2     | 1     | —                  | —                  | 18      | 8       |
| Саудівська Аравія    | Саудівська Аравія    | Саудівська Аравія                 | Ліга  | Ліга | Кубок | Кубок | Азія               | Азія               | Загалом | Загалом |
| 2011–12              | «Аль-Файсалі»        | Саудівська Професіональна ліга    | 9     | 5    | 3     | 1     | —                  | —                  | 12      | 6       |
| Хорватія             | Хорватія             | Хорватія                          | Ліга  | Ліга | Кубок | Кубок | Європа             | Європа             | Загалом | Загалом |
| 2012–13              | «Рієка»              | Перша ліга Хорватії               | 30    | 18   | 1     | 0     | —                  | —                  | 31      | 18      |
| 2013–14              | «Рієка»              | Перша ліга Хорватії               | 20    | 16   | 2     | 2     | 11                 | 6                  | 33      | 24      |
| Китай                | Китай                | Китай                             | Ліга  | Ліга | Кубок | Кубок | Азія               | Азія               | Загалом | Загалом |
| 2014                 | «Далянь Аербін»      | Китайська Суперліга               | 9     | 1    | —     | —     | —                  | —                  | 9       | 1       |
| Боснія і Герцеговина | Боснія і Герцеговина | Боснія і Герцеговина              | Ліга  | Ліга | Кубок | Кубок | Європа             | Європа             | Загалом | Загалом |
| 2014–15              | «Сараєво»            | Прем'єр-ліга Боснії і Герцеговини | 14    | 9    | 2     | 0     | —                  | —                  | 16      | 9       |
| 2015–16              | «Сараєво»            | Прем'єр-ліга Боснії і Герцеговини | 26    | 18   | 4     | 2     | 2                  | 0                  | 32      | 20      |
| 2016–17              | «Сараєво»            | Прем'єр-ліга Боснії і Герцеговини | 1     | 0    | —     | —     | —                  | —                  | 1       | 0       |
| Словенія             | Словенія             | Словенія                          | Ліга  | Ліга | Кубок | Кубок | Європа             | Європа             | Загалом | Загалом |
| 2016–17              | «Олімпія»            | Перша ліга Словенії               | 29    | 10   | 5     | 4     | —                  | —                  | 34      | 14      |
| 2017–18              | «Олімпія»            | Перша ліга Словенії               | 20    | 3    | 5     | 5     | 2                  | 0                  | 27      | 8       |
| Хорватія             | Хорватія             | Хорватія                          | Ліга  | Ліга | Кубок | Кубок | Європа             | Європа             | Загалом | Загалом |
| 2018–19              | «Вараждин»           | Друга ліга Хорватії               | 23    | 21   | 1     | 1     | —                  | —                  | 24      | 22      |
| 2019–20              | «Вараждин»           | Перша ліга Хорватії               | 27    | 5    | 0     | 0     | —                  | —                  | 27      | 5       |
| Загалом              | Хорватія             | Хорватія                          | 195   | 92   | 28    | 18    | 16                 | 12                 | 239     | 123     |
| Загалом              | Німеччина            | Німеччина                         | 10    | 0    | 2     | 0     | 4                  | 1                  | 16      | 1       |
| Загалом              | Бельгія              | Бельгія                           | 46    | 6    | 2     | 0     | 1                  | 0                  | 49      | 6       |
| Загалом              | Саудівська Аравія    | Саудівська Аравія                 | 9     | 5    | 3     | 1     | 0                  | 0                  | 12      | 6       |
| Загалом              | Китай                | Китай                             | 9     | 1    | 0     | 0     | 0                  | 0                  | 9       | 1       |
| Загалом              | Боснія і Герцеговина | Боснія і Герцеговина              | 41    | 27   | 6     | 2     | 2                  | 0                  | 49      | 29      |
| Загалом              | Словенія             | Словенія                          | 49    | 13   | 10    | 9     | 2                  | 0                  | 61      | 22      |
| Усього за кар'єру    | Усього за кар'єру    | Усього за кар'єру                 | 359   | 144  | 51    | 30    | 25                 | 13                 | 435     | 187     |

## У збірній

### По роках
| Національна збірна | Рік     | Матчі | Голи |
| ------------------ | ------- | ----- | ---- |
| Хорватія           |         |       |      |
| 2006               | 2       | 0     |      |
| 2007               | 0       | 0     |      |
| 2008               | 0       | 0     |      |
| 2009               | 0       | 0     |      |
| 2010               | 0       | 0     |      |
| 2011               | 0       | 0     |      |
| 2012               | 0       | 0     |      |
| 2013               | 2       | 0     |      |
| Загалом            | Загалом | 4     | 0    |

### По матчах
| Дата       | Місто     | Господарі      | Результат | Гості    | Турнір                 | Голи | Примітки |
| ---------- | --------- | -------------- | --------- | -------- | ---------------------- | ---- | -------- |
| 29-1-2006  | Гонконг   | Південна Корея | 2 – 0     | Хорватія | Новорічний кубок Лунар | -    |          |
| 1-2-2006   | Гонконг   | Гонконг        | 0 – 4     | Хорватія | Новорічний кубок Лунар | -    | 69'      |
| 10-9-2013  | Чонджу    | Південна Корея | 1 – 2     | Хорватія | товариський матч       | -    | 58' 81'  |
| 15-11-2013 | Рейк'явік | Ісландія       | 0 – 0     | Хорватія | Відбір до ЧС 2014      | -    | 87'      |
| Усього     |           | Матчів         | 4         |          | Голів                  | 0    |          |

## Досягнення
«Нюрнберг»
- Кубок Німеччини
  -  Володар (1): 2006/07

«Стандард» (Льєж)
- Ліга Жупіле
  -  Чемпіон (1): 2008/09

«Сараєво»
- Прем'єр-ліга Боснії і Герцеговини
  -  Чемпіон (1): 2014/15

«Олімпія» (Любляна)
- Перша футбольна ліга Словенії
  -  Чемпіон (1): 2017/18
- Кубок Словенії
  -  Володар (1): 2017/18

«Вараждин»
- Друга ліга Хорватії
  -  Чемпіон (1): 2018/19

Індивідуальні
- Футбольна надія року в Хорватії: 2020
- Жовта футболка SN: 2013
- Команда року Футбольного Оскара: 2013
- Гравець року Першої ФЛ: 2013
- Найкращий бомбардир Кубку Хорватії: 2005/06
- Найкращий бомбардир Першої футбольної ліги Хорватії: 2012/13
- Найкращий бомбардир Прем'єр-ліги Боснії і Герцеговини: 2015/16
- Найкращий бомбардир Кубку Словенії: 2016/17, 2017/18
- Найкращий бомбардир Другої ліги Хорватії: 2018/19